# Метофу (Арђеш)
Метофу (рум. Metofu) насеље је у Румунији у округу Арђеш у општини Појана Лакулуј. Oпштина се налази на надморској висини од 314 m.

## Становништво
Према подацима из 2002. године у насељу је живело 379 становника, од којих су сви румунске националности.